# Caenohomalopoda darevskyi
Caenohomalopoda darevskyi är en stekelart som beskrevs av Trjapitzin och Sharkov 1992. Caenohomalopoda darevskyi ingår i släktet Caenohomalopoda och familjen sköldlussteklar.
Artens utbredningsområde är Vietnam. Inga underarter finns listade.